# Bröllopsnatten (film, 1932)
Bröllopsnatten är en tysk romantisk komedifilm från 1932 i regi av Reinhold Schünzel. Filmen handlar om den föräldralöse Helene som växer upp hos ett grevepar, vars son mot föräldrarnas vilja blir intresserad av henne.

## Rollista
- Käthe von Nagy - Helene de Trevillac
- Wolf Albach-Retty - Andre d'Eguzon
- Alfred Abel - greve d'Eguzon
- Ida Wüst - grevinnan d'Eguzon
- Adele Sandrock - Frau de Trevillac
- Otto Wallburg - Valentin le Barroyer
- Hilde Hildebrand - Frau de Serignon
- Julius Falkenstein - Herr Chartrain
- Kurt Vespermann - Herr Desmigneres
- Blandine Ebinger - Frau Desmigneres